# スペースX Crew-9
スペースX Crew-9は、クルードラゴン宇宙船による、NASA商業乗員飛行としては9回目、有人軌道飛行としては15回目の飛行。当初、2024年8月半ばに4名のクルーを国際宇宙ステーション（ISS）へ運ぶ予定だったが、ボーイング有人飛行試験のためにISSにドッキングしたカリプソの技術的問題によって一か月以上遅延した。最終的にNASAはスターライナーを無人で地球に帰還させ、Crew-9には2名の飛行士を乗せて打ち上げて、ボーイング有人飛行試験の2名を含む4名が搭乗して帰還させることを決定した。この遅延と、さらに主として天候による遅延にによって、Crew-9は9月28日 17:17:21 UTC（現地時間 同日1:17:21 pm EDT）に打ち上げられた。
Crew-9ミッションは、クルードラゴン宇宙船にとっていくつかのマイルストーンに到達した。このミッションはケープカナベラル宇宙軍施設第40発射施設（SLC-40）から打ち上げられた初の有人ミッションであるとともに、このミッションはクルードランゴンとして合衆国東部に帰還した最後のミッションとなった。

## クルー
このミッションでは当初、NASAの宇宙飛行士ジーナ・カードマン、ニック・ヘイグおよびステファニー・ウィルソンとともにロスコスモスの宇宙飛行士アレクサンドル・ゴルブノフをISSへと運ぶことが計画されていた。カードマンが指揮官、ヘイグが操縦士、ウィルソンとゴルブノフがミッションスペシャリストとして割り当てられていた。しかしながら、ボーイング スターライナーの技術的問題から、NASAはスターライナーを無人で地球に帰還させ、ボーイング有人飛行試験の宇宙飛行士を地球に帰還させるためにCrew-9を2名分の座席を空けて打ち上げる決定を下した。
8月24日にNASA長官のビル・ネルソンは、NASAの職員らとともに、ボーイング・スターライナーが無人のまま帰還し、宇宙飛行士はクルー9に乗って帰還すると発表した。その後の8月30日、NASAはヘイグとゴルブノフがCrew-9で飛行し、ヘイグが指揮官を務めることを発表した。ゴルブノフはNASAとロスコスモスの乗員交換合意の一部として飛行することが求められた。公式発表の前に、Ars Technicaはこの6日の間、誰が指揮官として搭乗するについてNASA内部で不一致があったと報じた。報道によれば、NASAの主任宇宙飛行士のジョセフ・アカバは当初はカードマンを継続して指揮官に選択したが、宇宙飛行士オフィス内ではNASAがテストパイロットや経験豊富な宇宙飛行士を指揮官に据えずにミッションを開始したことがないと言う歴史から懸念の声が上がっていた。カードマンとゴルブノフはどちらも新人宇宙飛行士であり、テストパイロットの経験もない。一方、ヘイグは宇宙飛行の経験があり、ソユーズ MS-10の打ち上げ中止を生き延びた数少ない人物の一人である。
クルーの交代後、スペースX、NASA、カードマン、ヘイグ、ウィルソン、ゴルブノフは3週間にわたって協力し、通常は船長とパイロットの間で分担される多くのタスクをヘイグがどのように引き受けられるか、また打ち上げ時にパイロット席に座るゴルブノフにどのタスクを割り当てることができるかを検討した。ゴルブノフは有資格のエンジニアであり、テスト宇宙飛行士の階級を保持している（そのためソユーズ船長になる資格がある）が、ドラゴンではミッションスペシャリストとしての役割で基礎訓練を受けたことがあるだけだった。限られた役割ではあるが、ゴルブノフはアメリカの宇宙船を操縦する初のロシア人宇宙飛行士となった。

### 正クルー
| 地位                     | 打ち上げ機宇宙飛行士                                                 | 着陸機宇宙飛行士                                                                                |
| ------------------------ | -------------------------------------------------------------------- | ----------------------------------------------------------------------------------------------- |
| 指揮官                   | ニック・ヘイグ, NASA 第72次長期滞在 2回目の宇宙飛行                  | ニック・ヘイグ, NASA 第72次長期滞在 2回目の宇宙飛行                                             |
| ミッションスペシャリスト | アレクサンドル・ゴルブノフ, Roscosmos 第72次長期滞在 1回目の宇宙飛行 | アレクサンドル・ゴルブノフ, Roscosmos 第72次長期滞在 1回目の宇宙飛行                            |
| ミッションスペシャリスト | なし                                                                 | バリー・E・ウィルモア, NASA 第71/72次長期滞在 3回目の宇宙飛行 ボーイング有人飛行試験で打ち上げ  |
| ミッションスペシャリスト | なし                                                                 | スニータ・ウィリアムズ, NASA 第71/72次長期滞在 3回目の宇宙飛行 ボーイング有人飛行試験で打ち上げ |

### 当初のクルー

当初のクルー、（左から）ウィルソン、ゴルブノフ、ヘイグ、カードマン

| 地位                        | 宇宙飛行士                                                           | 宇宙飛行士                                                           |
| --------------------------- | -------------------------------------------------------------------- | -------------------------------------------------------------------- |
| 船長                        | ジーナ・カードマン, NASA 第72次長期滞在 1回目の宇宙飛行              | ジーナ・カードマン, NASA 第72次長期滞在 1回目の宇宙飛行              |
| 操縦士                      | ニック・ヘイグ, NASA 第71 / 72次長期滞在 2回目の宇宙飛行             | ニック・ヘイグ, NASA 第71 / 72次長期滞在 2回目の宇宙飛行             |
| 第1ミッションスペシャリスト | ステファニー・ウィルソン, NASA 第72次長期滞在 4回目の宇宙飛行        | ステファニー・ウィルソン, NASA 第72次長期滞在 4回目の宇宙飛行        |
| 第2ミッションスペシャリスト | アレクサンドル・ゴルブノフ, Roscosmos 第72次長期滞在 1回目の宇宙飛行 | アレクサンドル・ゴルブノフ, Roscosmos 第72次長期滞在 1回目の宇宙飛行 |

## ミッション
スペースX Crew-9は国際宇宙ステーション（ISS）への9回目のNASA商業乗員輸送計画のフライトであるとともに、スペースX ドラゴン宇宙船の15回目の有人軌道ミッションである。このフライトでは6ヶ月間のミッションとなる第72次長期滞在の4名の乗組員であるNASAの宇宙飛行士ジーナ・カードマン（指揮官）、ニック・ヘイグ（操縦士）およびステファニー・ウィルソン（ミッションスペシャリスト）とともにロスコスモスの宇宙飛行士アレクサンドル・ゴルブノフ（ミッションスペシャリスト）をISSへと運ぶことになっていた。しかしながら、NASAはスターライナーの有人飛行試験の2名の宇宙飛行士をCrew-9を使用して帰還させる決定を下した。そのため、Crew-9は乗員2名で打ち上げることになった。
フリーダムと名付けられたドラゴン宇宙船は、スペースX Crew-4とアクシオム・スペースのAx-2およびAx-3などの以前の宇宙飛行で使用されてきた。ファルコン9の第1段ブースターB1085にとっては2回目の飛行となる。
当初、2024年8月18日に予定されていた打ち上げは、ボーイング有人飛行試験のカリプソ宇宙船を無人で帰還させる決定がなされたあとに28日に再スケジュールされた。この遅延によってNASAはスターライナーの状態を評価し、乗組員の安全な帰還計画を策定するための追加の時間を確保できた。Crew-9が到着するまで、NASAはスペースX Crew-8を一時的な緊急避難用宇宙船として使用するように手配し、その後Crew-9に乗り換える予定となっている。
Crew-9は、これまでのスペースXの有人ミッションすべてに使用されてきたケネディ宇宙センターの発射施設39A（LC-39A）を使用する予定だったが、Crew-9の打ち上げが9月24日に再スケジュールされたことで、10月前半の21日間の期間内にLC-39Aからファルコンヘビーで打ち上げなければならないNASAのエウロパ・クリッパー・ミッションの打ち上げと不快なほど接近することとなった。スケジュールの競合を避け、両方のミッションに十分な準備時間を確保するため、スペースXは、ケープカナベラル宇宙軍施設の第40発射施設（SLC-40）からCrew-9を打ち上げた。これは、SLC-40から打ち上げられる初の有人ミッションとなった。スペースXは、このような運用を容易にするために、2023年からこの場所にクルー・アクセス・タワーを建設していた。
アメリカ宇宙軍大佐のヘイグは、2019年に宇宙軍が創設されて以来初めて宇宙に打ち上げられた現役軍人となった。また、打ち上げ場がSLC-40に変更になったため、宇宙軍施設から打ち上げられる初めての宇宙軍軍人となった。
このミッションは、クルードラゴンのミッションとして2025年3月にメキシコ湾に着水する最後のミッションとなった。かつてドラゴン1のミッションでは太平洋に着水していたが、スペースXとNASAは2019年に回収エリアを東海岸に移動した。この移動は着水後に宇宙飛行士と繊細な貨物のケネディ宇宙センターへ帰還させることを可能にし、スペースXは飛行後のカプセルを受け入れ、次のミッションの準備をする施設をフロリダに開設した。しかしながら、この移動は再突入前に切り離さなければならないトランクモジュールが燃え尽きずに地上に残骸が落下するという予期せぬ結果を招いた。太平洋への着水に戻ることは、トランクをより長い時間取り付けたままし、再突入を生き延びた破片が損害を引き起こす可能性が低いポイント・ネモと呼ばれる（「宇宙船の墓場」とあだ名される）遠隔海域にむけることができることを意味する。
Crew-9の代わりに4名の宇宙飛行士が搭乗したスペースX Crew-10は2025年3月16日にISSに到着した。通常ではNASAは到着したクルーがオリエンテーション作業を完了するとともに帰還するクルーが帰還の準備を行う間に宇宙ステーションに追加の人員を配置できるように1週間の引き継ぎ期間を予定している。しかし、予定されている補給フライトの遅延によって食料などの資源を節約する必要があったことと、メキシコ湾での着水に適した天候が短期間しか見込めなかったことから引き継ぎ期間は2日間に短縮された。

## 打ち上げ

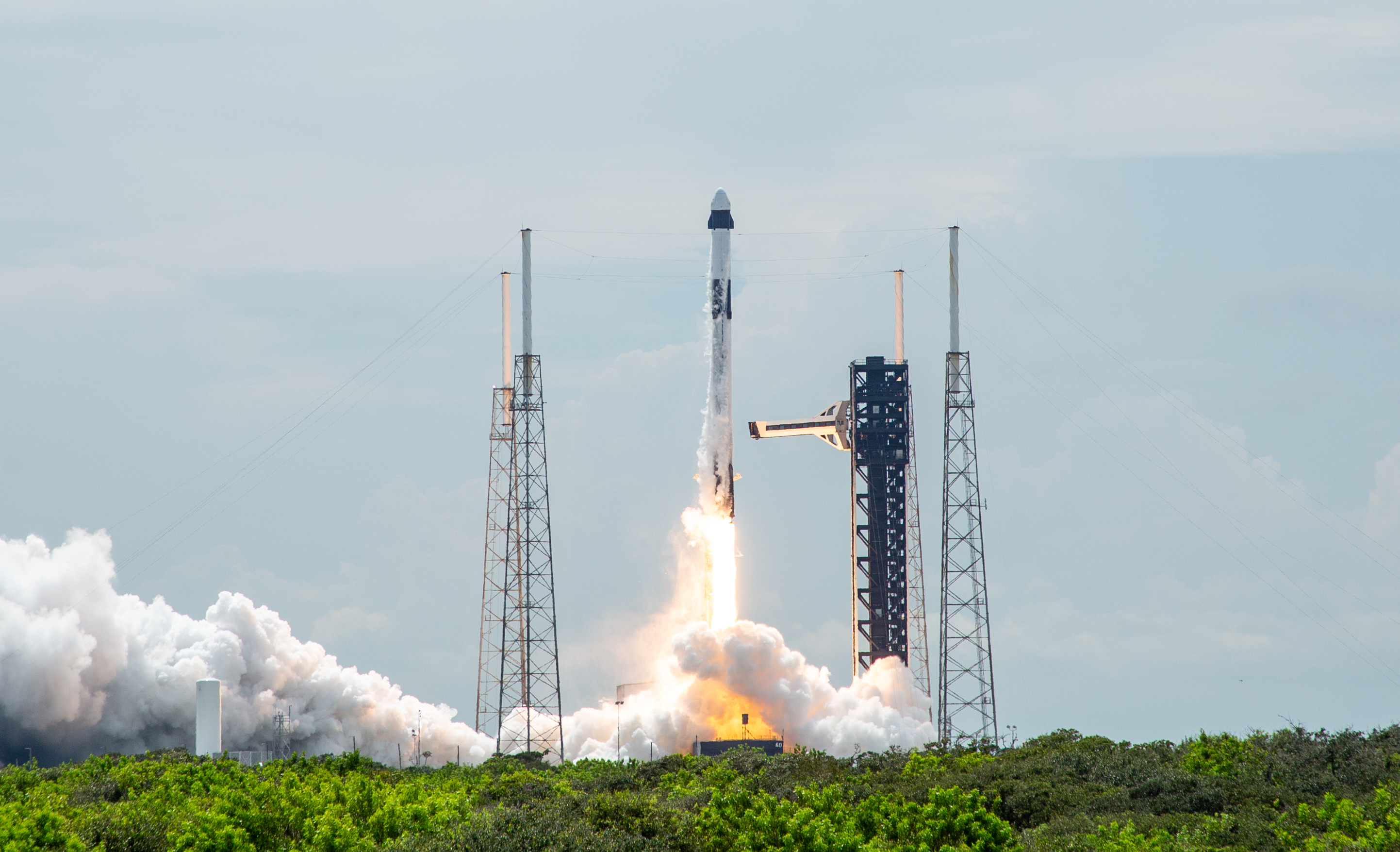
ファルコン9ロケットの先端に搭載されてケープカナベラル宇宙軍施設第40発射施設から打ち上げられるクルードラゴン フリーダム

ヘイグとゴルブノフは、ミッションの準備のために9月21日土曜日にケネディ宇宙センターに到着した。2名のクルーはオペレーション・アンド・チェックアウト・ビルディングで検疫隔離され、ここでドライ・ドレス・リハーサル、睡眠計画の調整および飛行手順のリハーサルが行われた。この時点では、打ち上げは9月26日木曜日に設定されていた。
9月24日火曜日、スペースX ファルコン9ロケットとクルードラゴン フリーダム カプセルがSLC-40へと引き出された。しかしながら、ハリケーン・ヘリーンが接近したことから、NASAはCrew-9の打ち上げが9月28日土曜日まで遅延することを発表した。
火曜日の静的燃焼試験および最終ドレスリハーサルの成功のあとで、9月26日木曜日にフロリダ州南部に上陸すると予測されていたハリケーン・ヘリーンによる天候への影響に対する予防措置としてスペースX ドラゴンとファルコン9ロケットは9月25日水曜日に格納庫に戻された。
Crew-9は、9月28日 17:17:21 UTC（打ち上げ場現地時間 午後1:17:21 EDT）の最初の試みで打ち上げに成功した。打ち上げ時の天気予報では、気象制約に違反する確率が45%と予測され、乗組員がロケットに乗り込む際に雨雲が通り過ぎたため、NASAのリーダーたちは後に、天候に関して「針の穴を通すような」状況だったと述べた。ドラゴンカプセルと第2段ロケットを高度70 kilometers (43 mi; 38 nmi)まで打ち上げた後、Booster 1085はケープカナベラル宇宙軍基地に戻り、打ち上げから7分36秒後に着陸ゾーン1に着陸し、2回目の飛行を完了した。第2段は分離する前にドラゴンを高度200 kilometers (120 mi; 110 nmi)まで持ち上げ続けた。
数時間後、第2段が破壊的再突入を命じられた際に、異常な軌道離脱燃焼が起こり計画された軌道から外れた。無事に海に落下したが、落下地点は指定された目標エリアの外だった。スペースXは通常、軌道上のデブリを最小限に抑えるために、第2段に大気圏に再突入して海に落下するよう命令する。目標外への落下は、航空機と船舶にそのエリアを避けるよう指示されていなかったため、危害の潜在的なリスクを高めた。これを受けて、スペースは事故の根本原因を調査するため、ファルコン9ロケットを一時的に地上に留めることを発表した。

### 打ち上げの試み
注記：時刻は打ち上げ場の現地時刻（東部夏時間）。
| 回目 | 時刻                    | 結果 | 再準備期間    | 理由 | 決定時間                | 好天確率 (%) | 補足                                                           |
| ---- | ----------------------- | ---- | ------------- | ---- | ----------------------- | ------------ | -------------------------------------------------------------- |
| 1    | 2024年9月26日2:05:00 pm | 延期 | ---           | 天候 | 2024年9月24日2:00:00 pm |              | ハリケーン・ヘレン接近による延期、ロケットは格納庫に戻された。 |
| 2    | 2024年9月28日1:17:21 pm | 成功 | 1日23時間12分 |      |                         | 55           | その後、天気予報は70％まで改善された。                         |

## ギャラリー
スペースX Crew-9
- 打ち上げ前にオペレーション・アンド・チェックアウト・ビルディングで宇宙服を着用したヘイグとゴルブノフ
- ストロングバックがクルードラゴン フリーダムを搭載したファルコン9ロケットをSLC-40で垂直に引き上げる
- 国際宇宙ステーションに接近するクルードラゴン フリーダム
- 地球の大気圏を移動するオーロラによって青く照らされたクルードラゴン フリーダム
- メキシコ湾への着水後にMVミーガンに引き上げられたクルードラゴン フリーダム
- 着水後のクルードラゴン フリーダム内部の（左から）ウィルモア、ゴルブノフ、ヘイグおよびウィリアムズ